# Xavi Valero
Xavi Valero (sinh ngày 28 tháng 2 năm 1973 ở Castellon de la Plana) là một cựu thủ môn người Tây Ban Nha hiện đang làm huấn luyện viên thủ môn cho câu lạc bộ Liverpool.
Sau khi chơi bóng ở Castellon, RCD Mallorca, Logrones (nơi ông làm việc cùng Jose Ochotorena, Real Murcia, Córdoba, và một thời gian ngắn cùng Wrexham để nâng cao kĩ năng tiếng Anh.
Sau khi giải nghệ, Valero nhận bằng làm huấn luyện viên, các bằng Cử nhân từ liên đoàn bóng đá Tây Ban Nha và một bằng cử nhân khác của trung tâm đào tạo về tâm lý thể thao ở Madrid.
Sau khi Jose Ochotorena quyết định trở về Tây Ban Nha để làm việc cho Valencia, Rafael Benítez quyết định bổ nhiệm Valero làm huấn luyện viên thủ môn cho Liverpool từ tháng 7 năm 2007.
Valero được đánh giá cao bởi tiền đạo Fernando Torres của Liverpool như là một trong những người giúp đỡ anh nhiều nhất trong việc ghi bàn.Torres cho biết trong quá trình tập luyện, Valero thường chỉ cho anh về cách mà các thủ môn hiện đại thường xử lý trong những tình huống đối mặt
.